# Никонівський літопис
Никонівський літопис (рос. Никоновская летопись) — московське літописне зведення 16 століття, укладене в книгописній майстерні митрополита Даніїла.

## Опис
Літопис є найбільшим за обсягом відомостей і хронологічному діапазону московський літопис. Він містить виклад історії (паралельно з відомостями з всесвітньої історії) від виникнення Московської держави і до 1558 року. До історії Московської держави механічно долучається історія Київської Русі. Один зі списків належав Московському патріарху Никону з 1652 по 1666 рік, що і дало підставу В. М. Татищеву приписати Никонові ініціативу складання літопису і дати йому назву, що стала згодом традиційною.
У дійсності ж Никонівський літопис був створений в XVI столітті: початкова її редакція була доведена до 1520 року, а остаточний вигляд літопис набув в другій половині того ж сторіччя. Московська історія викладається в літописі паралельно з історією всесвітньою: укладачі перенесли в нього відповідні розділи з хронографа, що оповідають про історію Візантії і південних слов'ян з IX по XV століття.
Основна цінність Никонівського літопису полягає в багатстві відомостей по московській історії: її укладачі, прагнучи до найбільшої повноти, з'єднали витяги з кількох літописних зведень. Є в літописі і унікальні звістки. Вони вимагають особливо ретельного джерелознавчого аналізу: додаткові, порівняно з іншими джерелами, відомості про початкові століття руської історії можуть виявитися не відбиттям якихось знову знайдених історичних документів, а твором істориків XVI століття, засмучених убогістю відомостей, що містяться в Повісті временних літ і інших джерелах того часу. Крім власне літописних статей Ніконівський літопис містить у своєму складі пам'ятки інших жанрів: особливу, так звану «Кипріяновську» редакцію «Сказання про Мамаєве побоїще», особливі редакції житій Олександра Невського, Михайла Чернігівського, митрополита Петра, митрополита Олексія, Сергія Радонезького. Включено в літопис «хоженіе» (тобто опис подорожі) митрополита Пимена в Константинополь, послання константинопольського патріарха Луки Андрію Боголюбському, послання, якими обмінювалися митрополит Макарій та Іван Грозний, повчання новгородського архієпископа Симеона, докладна розповідь про митрополита Ісидора, який прагнув на Флорентійському соборі 1439 р. санкціонувати злиття православної і католицької церков, й ін. історичні джерела.
Для оповідання Никонівського літопису характерні урочиста офіційність і парадність: літописець часто згадує про предків згаданих князів («Женися князь велики Василей меншой Ярославичь Костромской, внук Всеволожь, правнук Юрья Долгорукого…» або «Преставися князь Дмитрей Святославичь, внук Всеволож, правнук Юрья Долгорукого, праправнук Владимера Мономаха, праправнук Всеволож, пращурь Ярославль, прапращур великого Владимира…» і т.ін.), описуючи події, у некрологічних похвалах не скупиться на піднесені похвали (князь Гліб Василькович «нещадно милостыню требующим подаваше, и церкви многи созда и украси иконами и книгами и священнический и иноческий чин зело почиташе, и ко всем любовен и милостив бе, и смирен, ненавидяше бо гордости и отвращащеся от нея аки от змиа»). Сучасний історик Б. М. Клосс переконливо показав, що багато стилістичних особливостей оповідання Л. Н. з'явилися в ній завдяки редакторській роботі над літописом митрополита Данила.
Монументальний Л. Н. став основним джерелом ще більш великої історичної праці Лицьового зведення, створеного по велінню Івана IV Грозного.

## Видання
- 9

Летописный сборник, именуемый Патриаршею или Никоновскою летописью // ПСРЛ — СПб., 1862.—Т. 9.;— СПб., 1885.—Т. 10.;—СПб., 1897; Т. 11.;—СПБ., 1901. Т. 12.; — СПб., 1904; Т. 13. Первая половина.—СПб., 1906— Т. 13. Вторая половина.—(все тома переизданы фототипически: М., 1965).